# Nuoto ai campionati europei di nuoto 2024 - 200 metri rana maschili
La gara degli 200 metri rana maschili dei campionati europei di nuoto 2024 si è svolta il 19 e il 20 giugno 2024 presso il Centro Sportivo Milan Gale Muškatirović di Belgrado.

## Podio
| Pos.   | Atleta             | Nazione  |
| ------ | ------------------ | -------- |
| Oro    | Ljubomir Epitropov | Bulgaria |
| Oro    | Erik Persson       | Svezia   |
| Bronzo | Jan Kałusowski     | Polonia  |

## Record
Prima della manifestazione il record del mondo (RM) e il record dei campionati (RC) erano i seguenti.
|  | 2'05"48 | Qin Haiyang  | 28 luglio 2023 Fukuoka |
|  | 2'06"12 | Anton Čupkov | 26 luglio 2019 Gwangju |
|  | 2'06"80 | Anton Čupkov | 6 agosto 2018 Glasgow  |

Durante la competizione non sono stati migliorati record.

## Programma
| Data           | Ora   | Turno      |
| -------------- | ----- | ---------- |
| 19 giugno 2024 | 10:10 | Batterie   |
| 19 giugno 2024 | 19:34 | Semifinali |
| 20 giugno 2024 | 19:31 | Finale     |

## Risultati

### Batterie
| Pos. | Batteria | Corsia | Atleta                | Nazionalità        | Tempo   | Note |
| ---- | -------- | ------ | --------------------- | ------------------ | ------- | ---- |
| 1    | 3        | 4      | Anton McKee           | Islanda            | 2'11"96 | Q    |
| 2    | 2        | 6      | Jérémy Desplanches    | Svizzera           | 2'12"32 | Q    |
| 3    | 2        | 5      | Jan Kałusowski        | Polonia            | 2'12"34 | Q    |
| 4    | 2        | 4      | Erik Persson          | Svezia             | 2'12"62 | Q    |
| 5    | 1        | 3      | Darragh Greene        | Irlanda            | 2'12"87 | Q    |
| 5    | 1        | 4      | Ljubomir Epitropov    | Bulgaria           | 2'12"87 | Q    |
| 5    | 3        | 5      | Maksym Ovchinnikov    | Ucraina            | 2'12"87 | Q    |
| 8    | 2        | 3      | Christopher Rothbauer | Austria            | 2'13"21 | Q    |
| 9    | 3        | 2      | Daniils Bobrovs       | Lettonia           | 2'13"34 | Q    |
| 10   | 1        | 5      | Eoin Corby            | Irlanda            | 2'13"74 | Q    |
| 11   | 3        | 3      | Andrius Šidlauskas    | Lituania           | 2'14"00 | Q    |
| 12   | 1        | 6      | Vojtech Netrh         | Rep. Ceca          | 2'14"17 | Q    |
| 13   | 2        | 1      | Denis Svet            | Moldavia           | 2'15"13 | Q    |
| 14   | 1        | 2      | Jonathan Itzhaki      | Israele            | 2'15"46 | Q    |
| 15   | 2        | 2      | Finn Wendland         | Germania           | 2'15"81 | Q    |
| 15   | 2        | 7      | Constantin Malachi    | Moldavia           | 2'15"81 | Q    |
| 17   | 3        | 6      | Uiseann Cooke         | Irlanda            | 2'16"15 |      |
| 18   | 1        | 7      | Finn Kemp             | Lussemburgo        | 2'16"67 |      |
| 19   | 3        | 8      | João Reisen           | Lussemburgo        | 2'16"97 |      |
| 20   | 3        | 7      | Jakub Bursa           | Rep. Ceca          | 2'17"95 |      |
| 21   | 3        | 1      | Kristaps Mikelsons    | Lettonia           | 2'19"26 |      |
| 22   | 1        | 1      | Marko Priednieks      | Lettonia           | 2'19"41 |      |
| 23   | 3        | 0      | Jami Ihalainen        | Finlandia          | 2'20"45 |      |
| 24   | 1        | 0      | Matīss Kaktiņš        | Lettonia           | 2'21"84 |      |
| 25   | 1        | 8      | Jonas Gaur            | Danimarca          | 2'22"38 |      |
| 26   | 3        | 9      | Juraj Barcot          | Croazia            | 2'22"84 |      |
| 27   | 2        | 8      | Matija Rađenović      | Serbia             | 2'24"91 |      |
| 28   | 2        | 0      | Andrej Stojanovski    | Macedonia del Nord | 2'26"14 |      |

### Semifinali
| Pos. | Batteria | Corsia | Atleta                | Nazionalità | Tempo   | Note |
| ---- | -------- | ------ | --------------------- | ----------- | ------- | ---- |
| 1    | 2        | 4      | Anton McKee           | Islanda     | 2'10"14 | Q    |
| 2    | 1        | 4      | Jan Kałusowski        | Polonia     | 2'10"35 | Q    |
| 3    | 2        | 3      | Ljubomir Epitropov    | Bulgaria    | 2'10"38 | Q    |
| 4    | 2        | 5      | Erik Persson          | Svezia      | 2'10"72 | Q    |
| 5    | 2        | 2      | Eoin Corby            | Irlanda     | 2'11"62 | Q    |
| 6    | 1        | 3      | Maksym Ovchinnikov    | Ucraina     | 2'12"00 | Q    |
| 7    | 2        | 6      | Christopher Rothbauer | Austria     | 2'12"79 | Q    |
| 8    | 1        | 2      | Andrius Šidlauskas    | Lituania    | 2'13"23 | Q    |
| 9    | 2        | 7      | Vojtech Netrh         | Rep. Ceca   | 2'13"41 |      |
| 10   | 1        | 5      | Darragh Greene        | Irlanda     | 2'13"42 |      |
| 11   | 1        | 6      | Daniils Bobrovs       | Lettonia    | 2'13"53 |      |
| 12   | 2        | 1      | Finn Wendland         | Germania    | 2'14"85 |      |
| 13   | 1        | 7      | Denis Svet            | Moldavia    | 2'15"23 |      |
| 14   | 1        | 8      | João Reisen           | Lussemburgo | 2'15"45 |      |
| 15   | 2        | 8      | Finn Kemp             | Lussemburgo | 2'16"62 |      |
| 16   | 1        | 1      | Constantin Malachi    | Moldavia    | 2'18"74 |      |

### Finale
| Pos.   | Corsia | Atleta                | Nazionalità | Tempo   | Note |
| ------ | ------ | --------------------- | ----------- | ------- | ---- |
| Oro    | 3      | Ljubomir Epitropov    | Bulgaria    | 2'09"45 |      |
| Oro    | 6      | Erik Persson          | Svezia      | 2'09"45 |      |
| Bronzo | 5      | Jan Kałusowski        | Polonia     | 2'10"20 |      |
| 4      | 4      | Anton McKee           | Islanda     | 2'10"28 |      |
| 5      | 7      | Maksym Ovchinnikov    | Ucraina     | 2'11"84 |      |
| 6      | 8      | Andrius Šidlauskas    | Lituania    | 2'12"36 |      |
| 7      | 2      | Eoin Corby            | Irlanda     | 2'12"71 |      |
| 8      | 1      | Christopher Rothbauer | Austria     | 2'13"07 |      |